# Monte Moriá

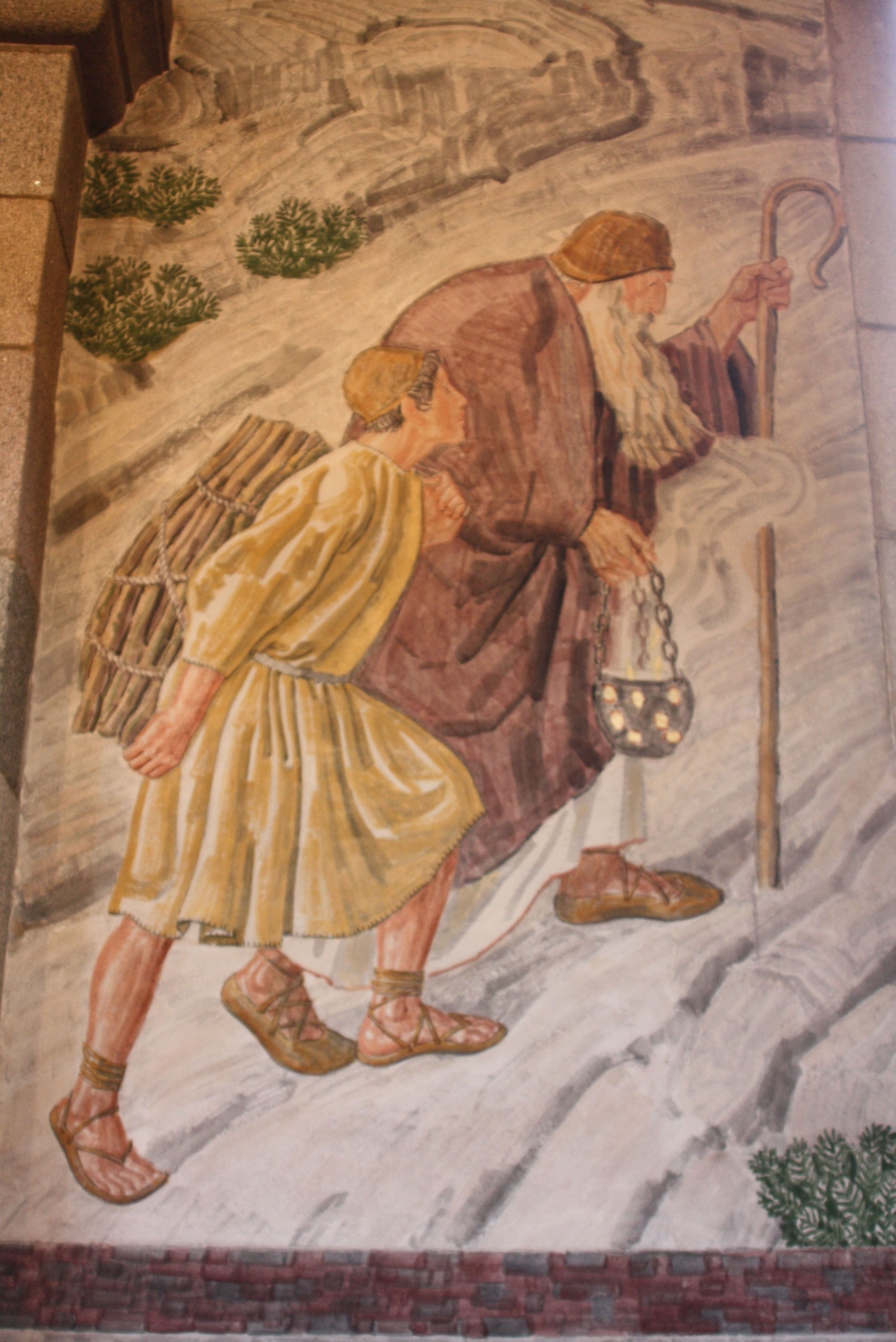
Abraão e Isaque escalando Moriá (1901-1906, Joakim Skovgaard)

O monte Moriá (em hebraico: מוריה; romaniz.: Mōriyāh, que significa "ordenado/considerado por Deus") é o local onde Deus, segundo Gênesis, presente estava (Yahweh) quando ocorreria o sacrifício de Isaque.  Também é o local onde Salomão construiu a casa do Senhor, em Jerusalém. No monte Moriá, Deus apareceu a Davi, pai de Salomão, quando Davi preparou a eira (o lugar) que pertenceu a Araúna, o jebuseu, para a construção do Templo do Senhor a que Yahweh prometeu que seria construído por seu filho Salomão. 
O rabino Samson Raphael Hirsch (1808-1888), em seu conhecido comentário sobre a Torá, comenta: "Se é verdade aquilo que os Mestres ensinam, que o nome Moriá indica a localidade da qual saiu o ensino, o esclarecimento; se foi nesse lugar que Caim e Abel ofertaram os primeiros sacrifícios; se foi nesse lugar que Noé, quando saiu da arca depois do Dilúvio, ofereceu a Deus o seu sacrifício de gratidão; se tudo isso é verdade, então devemos concluir que com a indicação do monte Moriá como lugar consagrado, foi dado a conhecer a Abrahão que este seu ato não seria importante e transcendental somente para ele, mas também para as gerações vindouras." (MD)

## Especulação e debate

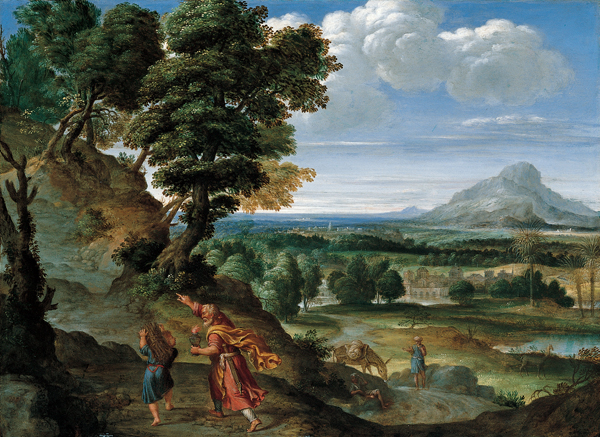
Abraão Levando Isaque para o Sacrifício
Domenichino, 1602, Museu de Arte Kimbell

Monte Moriá também é a designação dada a uma colina rochosa onde o rei Salomão construiu o templo para Deus. Foi o seu pai, o rei Davi, que adquiriu o terreno do jebuseu Araúna para erigir ali um altar.
A antiga tradição judaica associa o lugar onde o Templo de Salomão se erguia com o monte na "terra de Moriá", onde Abraão, às ordens de Deus, ofereceu o seu filho. Foi para a "terra de Moriá" que Abraão viajou e, no terceiro dia, ele viu à distância o lugar indicado por Deus.

## Hoje
Atualmente, o santuário islâmico conhecido como Domo do Rocha ou Cúpula da Rocha fica no alto do monte Moriá.
Cúpula da Rocha ou Domo da Rocha são nomes atribuídos à Mesquita de Omar, situada no monte do Templo, na Cidade Velha de Jerusalém. O edifício, construído no século VII, é um dos sítios mais sagrados do islamismo e uma das grandes obras da arquitetura islâmica. Sua vistosa cúpula dourada é um dos pontos mais emblemáticos da cidade. A mesquita é parte integrante do centro histórico de Jerusalém, declarado Patrimônio da Humanidade pela UNESCO em 1981. O edifício é um santuário aonde teria sido o altar de sacrifícios usado por Abraão, Jacó e outros profetas que introduziram o ritual nos cultos judaicos. Davi e Salomão também consideraram o local sagrado, mais tarde enquanto altar, a Cúpula da Rocha teria sido o lugar de partida da Al Miraaj (viagem aos céus realizada pelo profeta Maomé) permanece hoje como um templo da fé islâmica.
A Cúpula da Rocha recebeu esse outro nome devido à grande rocha circunscrita a ela que foi usada em sacrifícios — atualmente protegida no interior da Mesquita de Omar — e constitui uma das razões pelas quais a cidade de Jerusalém é considerada Cidade Santa por várias religiões. Segundo a tradição judaica, foi nessa rocha que Abraão preparou o sacrifício do seu filho Isaque a Deus e onde, mil anos antes de Cristo, o rei Salomão construiu o primeiro templo.